# William Vincent Legge
William Vincent Legge (2 de setembro de 1841 - 25 de março de 1918) foi um soldado e ornitólogo australiano que documentou as aves do Sri Lanka. O Legges Tor, o segundo pico mais alto na Tasmânia, foi nomeado em sua homenagem.
Legge teve um forte interesse em ornitologia. Ele passou seu tempo livre no Sri Lanka (então Ceilão) estudando as aves da região, um trabalho iniciado por Edgar Leopold Layard, que o levou a autoria de História das Aves de Ceilão, que compreende dois volumes, com placas coloridas por Keulemans, publicado em três partes entre 1878 e 1880, em Londres. O trabalho consistiu de mais de 1200 páginas com 34 placas à cores; algumas xilogravuras tornaram o livro padrão sobre o assunto, devido à sua alta qualidade. Ele também foi o secretário da Real Sociedade Asiática em Colombo. Parte de sua coleção de aves do Ceilão foi apresentada por ele para o Museu de História Natural em South Kensington, e o restante foi doado ao museu em Hobart. Ele também publicou notas curtas sobre a ornitologia do Ceilão e mais tarde da Tasmânia.